# Kása

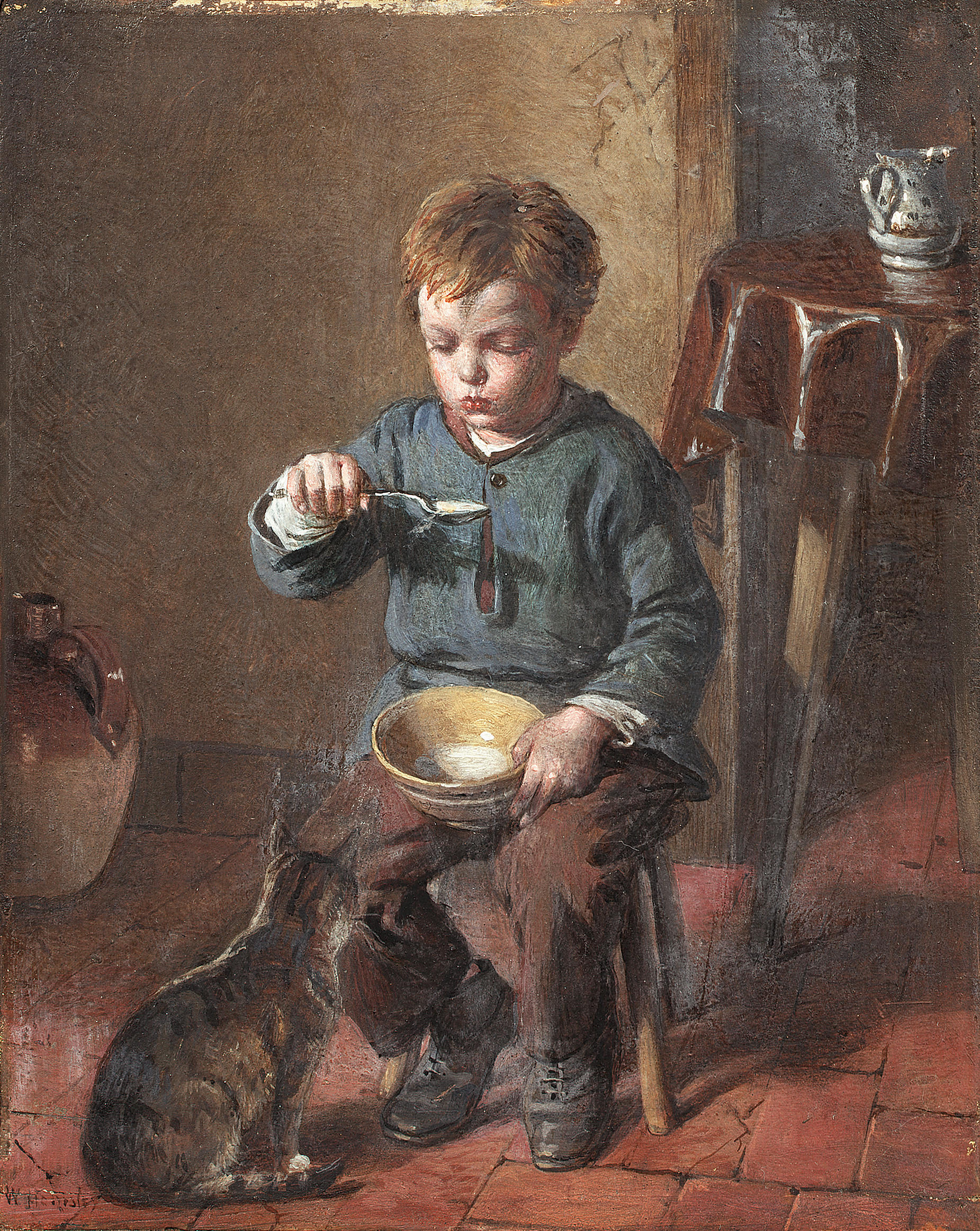
William Hemsley (1893)

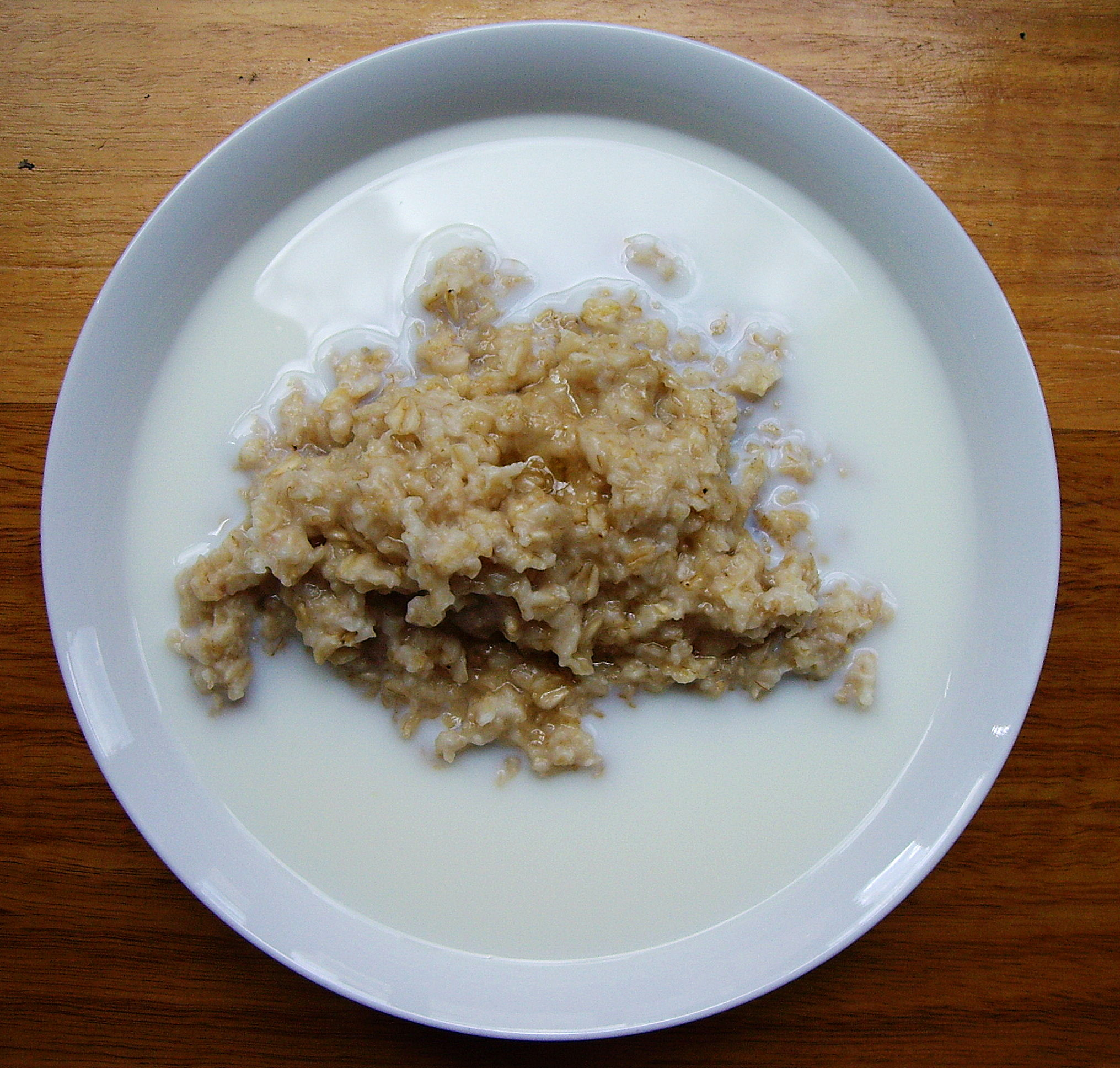
Kása tejjel

A kása vagy pép általában hántott gabonaszemek őrleményéből készített étel. Készíthető más magokból (például kukoricából) vagy gyümölcsdarabokból (például mandulából) is. A kása pépszerű étel, emiatt betegeket gyakran táplálnak vele. Az európai konyha egyik legősibb étele.